# 茅坪场镇
茅坪场镇，是中华人民共和国湖北省宜昌市远安县下辖的一个乡镇级行政单位。

## 行政区划
茅坪场镇下辖以下地区：
晓坪社区、茅坪场村、何家湾村、九龙村、福河村、铁炉湾村、白云村、长荣村、晓秦村、龙河村、晓坪村、八角村、瓦仓村、老观村、两河村、银子村和花台村。